# Rudolph Philip Waagner
Rudolph Philip Waagner (Korneubourg, 16 juillet 1827 - 30 avril 1888) est un ingénieur civil autrichien.

## Biographie
Waagner a fondé son entreprise en 1854 en tant que petite maison de commerce à Vienne. L'entreprise est née de la fusion de son atelier de métallurgie avec celui d'Anton Biró et d'Albert Milde.
Initialement, la société Rudolph Philip Waagner possédait une petite fonderie à Weidling et s'était forgé une solide réputation dans la production d'acier de haute qualité. En 1880, Gustav Ritter von Leon rachète l'entreprise et l'intègre à son entreprise de construction de ponts. Grâce à diverses fusions et changements en 1924, l'actuel Waagner-Biro, basé à Vienne, a vu le jour.